# Pleurotus
Pleurotus (Elias Magnus Fries, 1821 ex Paul Kummer, 1871), al cărui nume generic este derivat din cuvintele grecești (greacă Πλευρά=laterală, flancă, coastă și (greacă οὖς=ureche, este un gen de ciuperci cu lamele din încrengătura Basidiomycota în familia Pleurotaceae care cuprinde bazal peste 30 de specii (în Europa 11). Ele sunt numite în popor, ca și alte soiuri crescătoare pe arbori, ciuperci de copac și sunt unele dintre cele mai frecvent cultivate ciuperci comestibile din lume. Speciile trăiesc saprofite dar și parazitare năpădind numai arbori bolnavi sau slăbiți, dar nefiind dăunători însemnați de lemn. Soiul sălbatic se dezvoltâ în buchete cu punct de inserție comun, în păduri naturale de foioase și de conifere pe trunchiuri de arbori sau pe lemn mort. Apariția depinde de specie, astfel tinde din (aprilie) mai până în decembrie, dar diverse soiuri cresc și iarna, dacă vremea nu este prea geroasă. Tip de specie este Pleurotus ostreatus.
Numele generic este derivat din cuvintele grecești (greacă veche Πλευρά= laterală, flancă, coastă și (greacă veche οὖς=ureche).

## Descriere

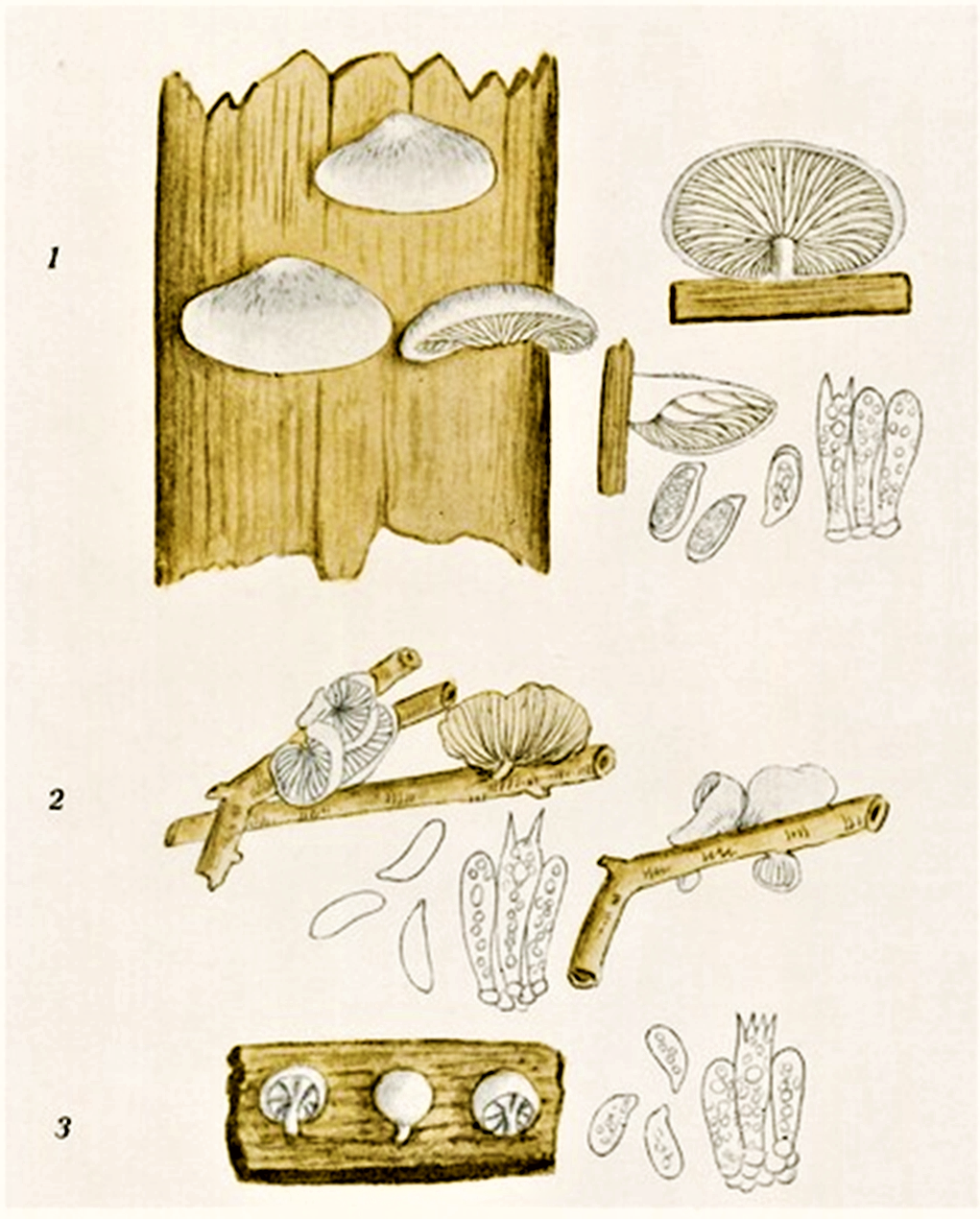
Bres.: div. specii Pleurotus

- Pălăria: are un diametru de 3-15 cm, este orizontală, asimetrică, în formă de semicerc, scoică, rinichi sau ureche, fiind netedă și aproape mereu lucioasă, inițial cărnoasă cu marginea răsucită în jos, la maturitate adâncită în centru, deseori tare cu aspect de pâlnie sau cornet,  la bătrânețe cu margini rupte și răsfrânte. Coloritul cuticulei este foarte variabil, de la alb, gri-albui, gri-albăstrui, verde-albăstrui peste roșiatic, brun cenușiu, brun, până la albastru negricios, decolorându-se în regulă la vârstă.
- Lamelele: sunt destul de subțiri și dense, niciodată bifurcate, bine decurente, adeseori anastomozate la picior, fiind în majoritate de culoare alb murdară până gri-cenușie, câteodată gălbuie sau de același colorit cu pălăria, dar mereu mai deschise ca ea. Sporii sunt cilindrici sau ovoizi, hialini și netezi. Pulberea lor este albă, câteodată cu tonuri lilacee sau rozalii, la diverse specii de un pal ocru.
- Piciorul: este destul de scurt cu o înălțime de 2-8 cm și o lățime de 1-4 cm, lipsind uneori. Mai departe este tare până vâscos, plin, ceva pâslos, cilindric, dar câteodată ușor curbat și la cele mai multe specii alipit excentric de pălărie precum îngroșat spre bază. Coloritul multor soiuri este alb sau albicios, în celelalte cazuri de aceiași culoare cu lamelele.
- Carnea: este albicioasă, cărnoasă, la început suculentă, devenind la maturitate în picior vâscoasă. Are un miros plăcut, deseori slab de ciuperci cu gust dulceag și savuros, fiind apreciată pentru valoarea ei alimentară mare. Numai carnea soiului Pleurotus dryinus, cu miros și gust delicat de bureți, nu este comestibilă, pentru că prea tare vâscoasă.[4][5][6][7][8][9][13]

În 1951 s-a dovedit, că specia conține pleuromutilină care este un diterpen produs în special prin genul Pleurotus. Ea este un antibiotic potent și selectiv, activ împotriva unei game de bacterii Gram pozitive, cu nici o rezistență la clasele de antibiotice existente, datorită modului său unic de acțiune.

## Specii Pleurotus în Europa
Pentru apariția cu caracterul anatomic, fiziologic, ecolog și cultural al morfo-taxonilor genului Pleurotus sunt raportate în Europa 8 (11, trei fiind în discuție) soiuri (fără subspecii), de exemplu:
| - Pleurotus calyptratus (Lindblad, 1857 ex Sacc. (1887) - Pleurotus citrinopileatus Singer (1942), în discuție - Pleurotus columbinus Quél. (1881), în discuție - Pleurotus cornucopiae (Paulet, 1793) ex Rolland (1910) - Pleurotus djamor (Rumph, 1741 ex Fr., 1821) Boedijn (1959) - Pleurotus dryinus Pers., 1801 ex Fr., 1821) P.Kumm. (1871) | - Pleurotus eryngii (DC., 1815) Quél. (1872) - Pleurotus nebrodensis (Inzenga, 1865) Quél. (1886) - Pleurotus opuntiae (Durieu & Lév., 1846) Sacc. (1887) - Pleurotus ostreatus (Jacq., 1774) P.Kumm. (1871) - Pleurotus pulmonarius (Fr., 1821) Quél. (1872) |

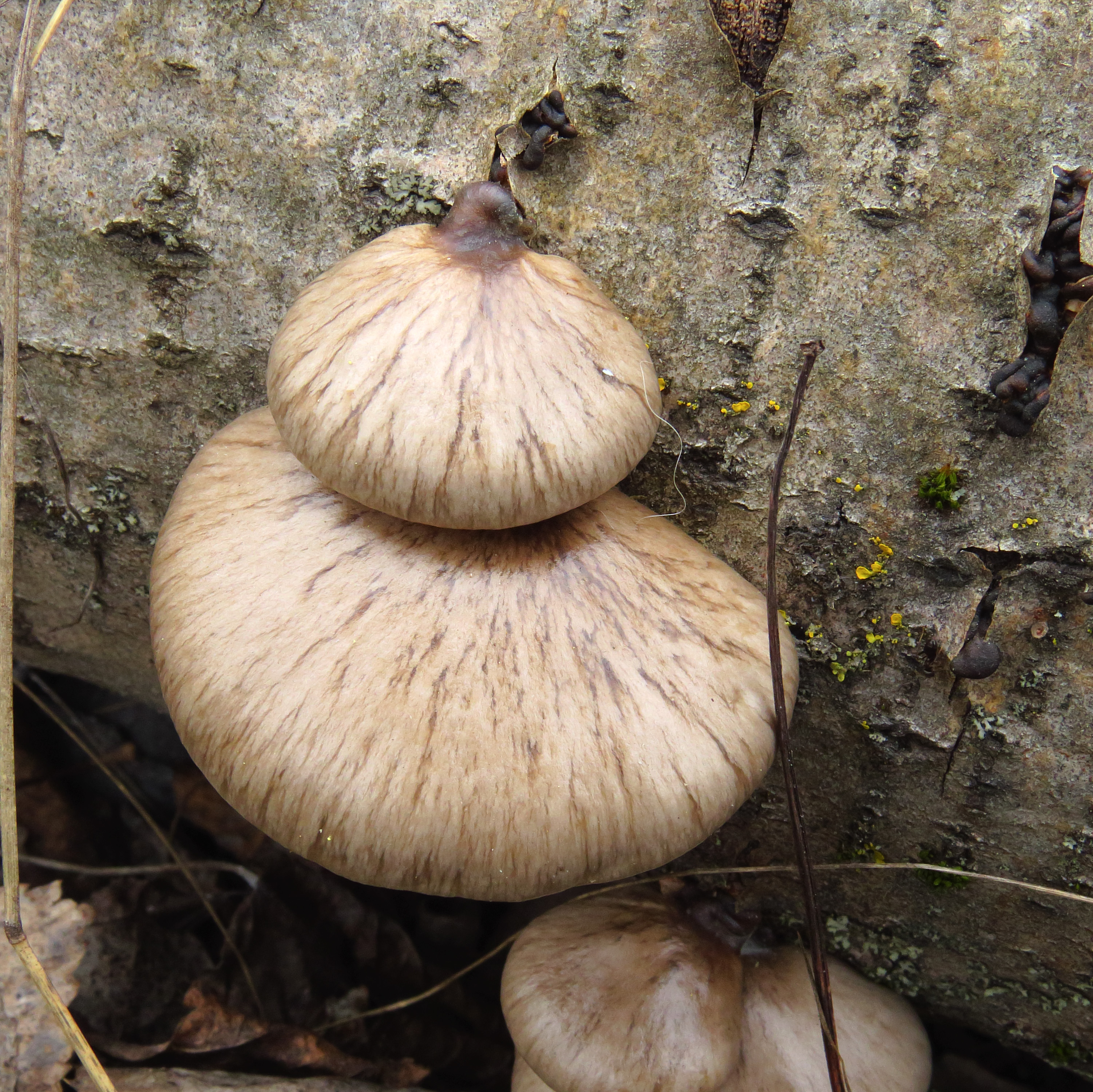
P. calyptratus
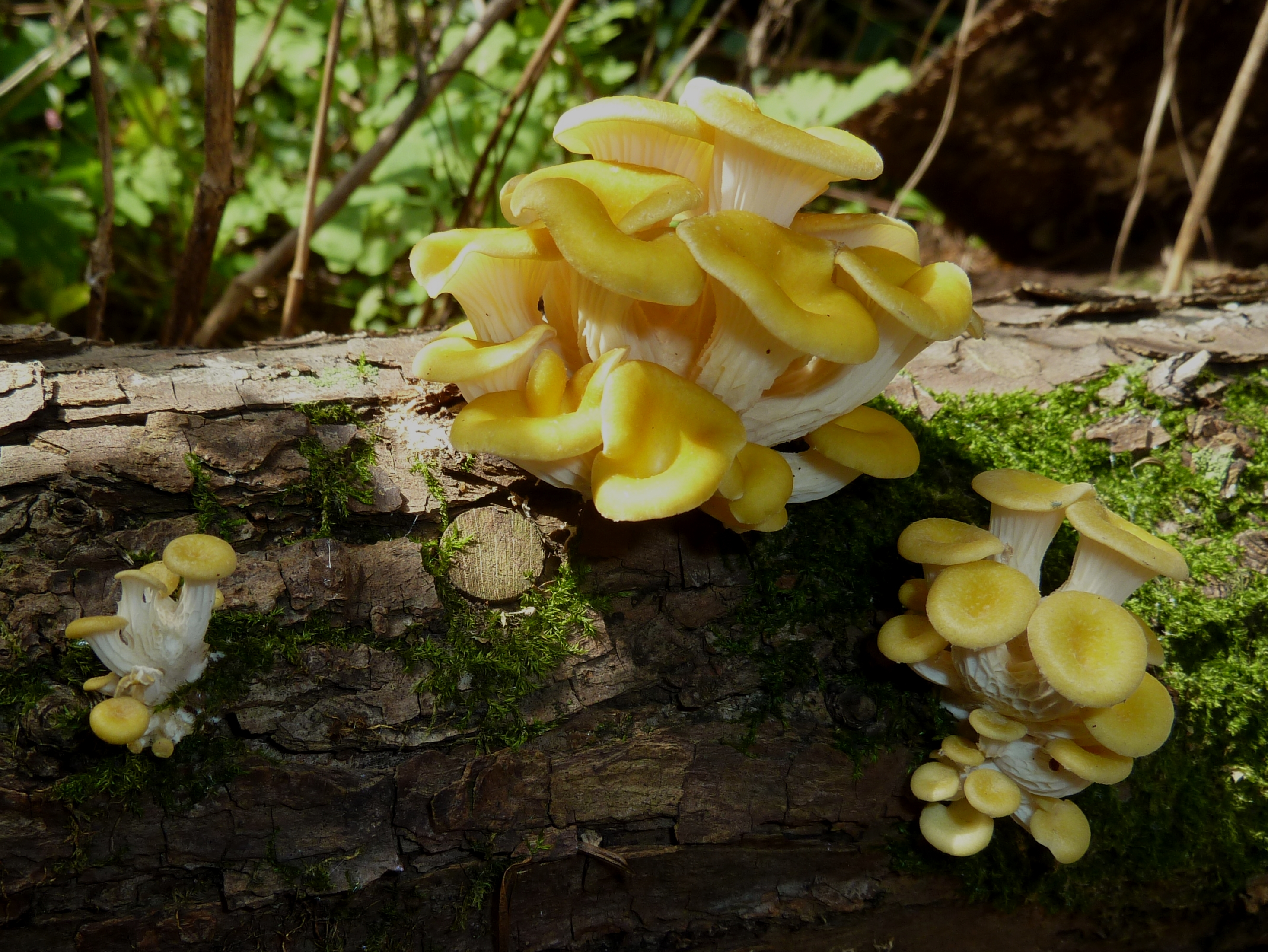
P. citrinopileatus
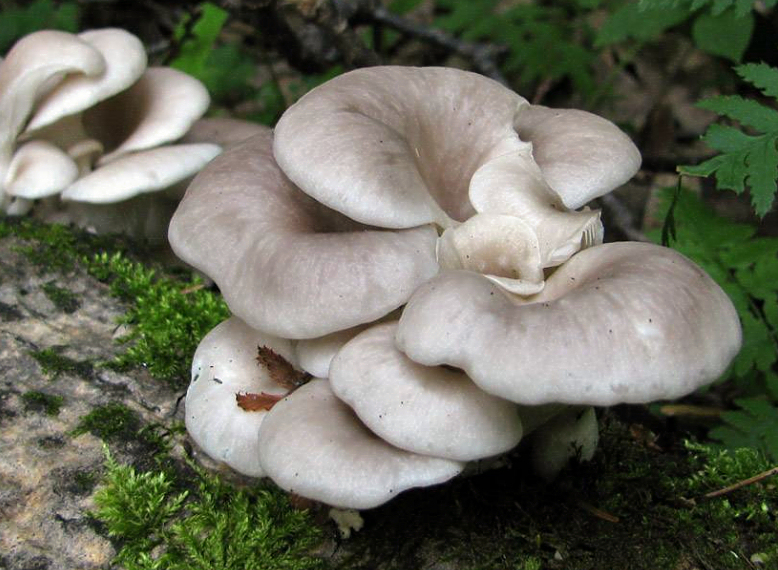
P. cornucopiae
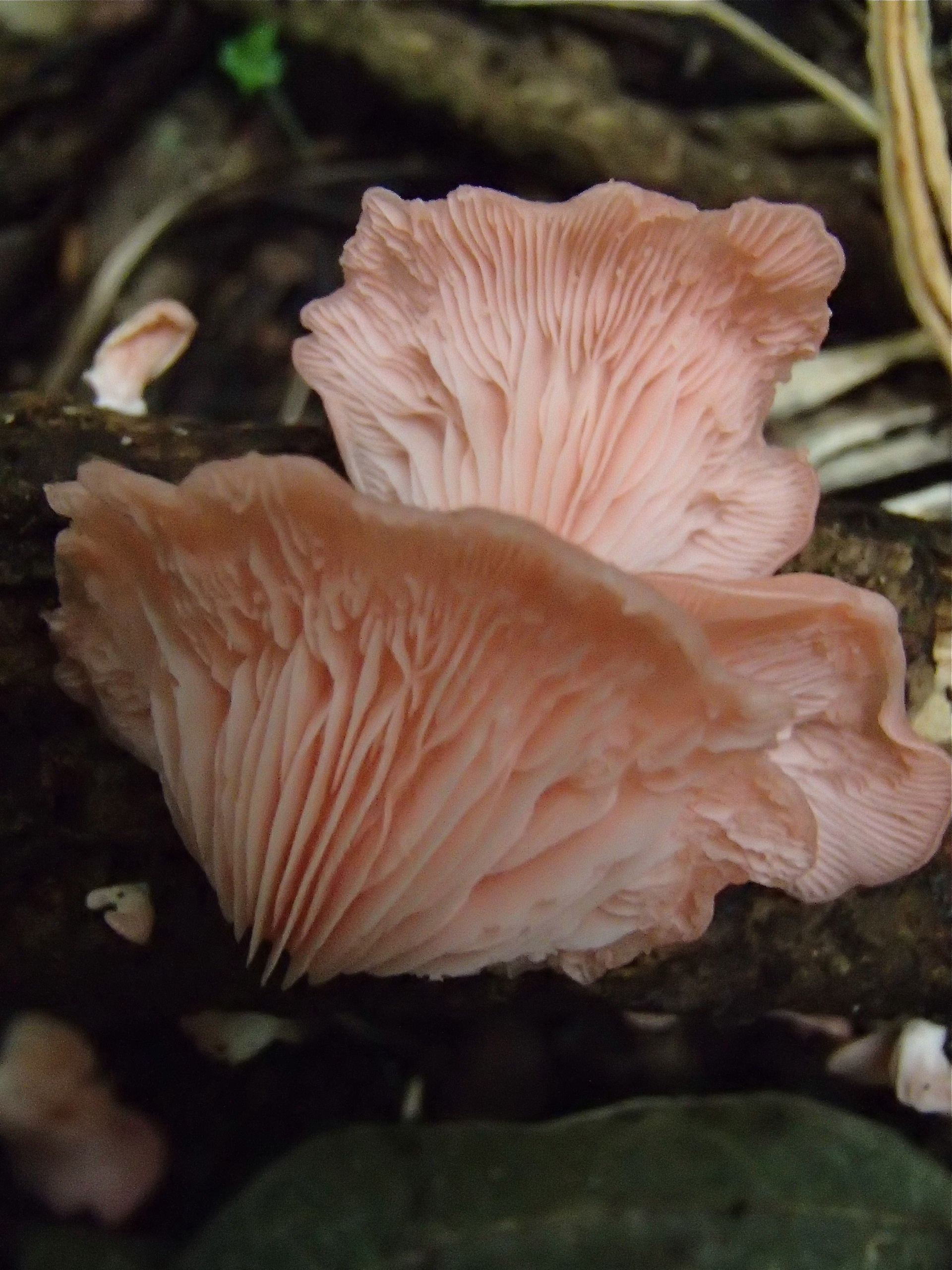
P. djamor
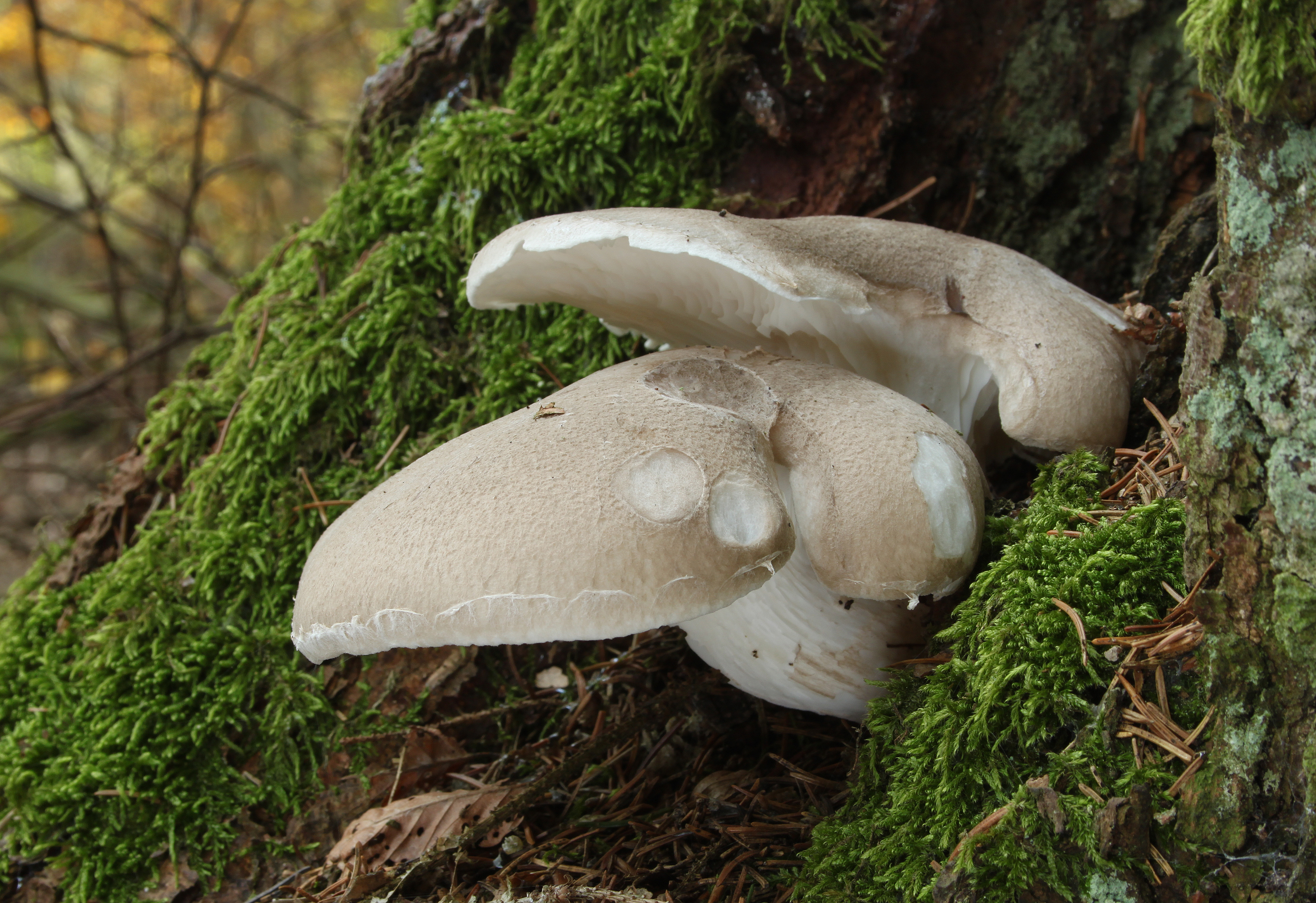
P. dryinus
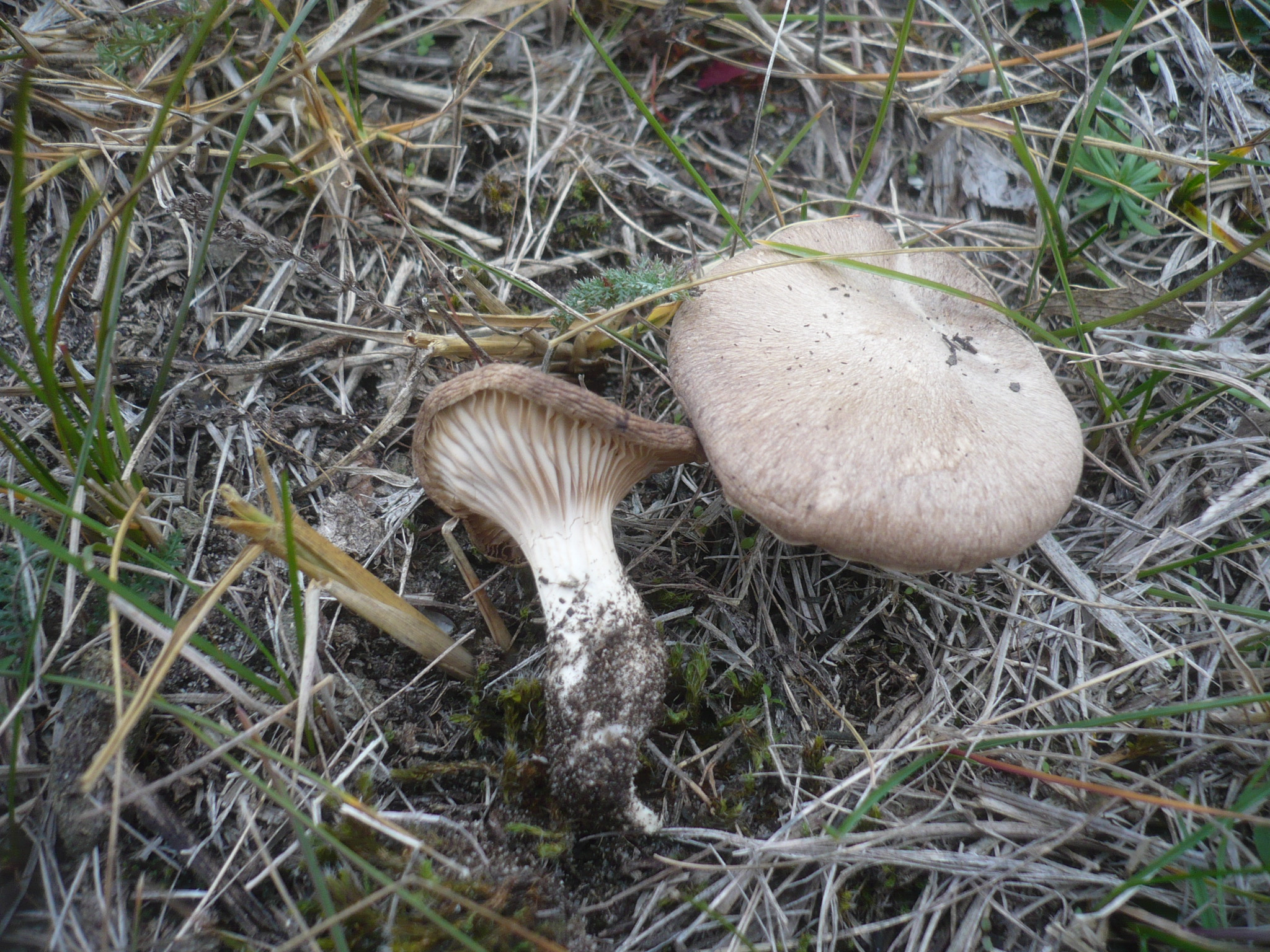
P. eryngii
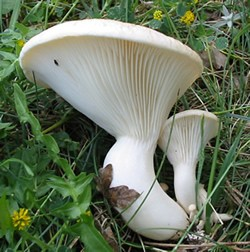
P. nebrodensis
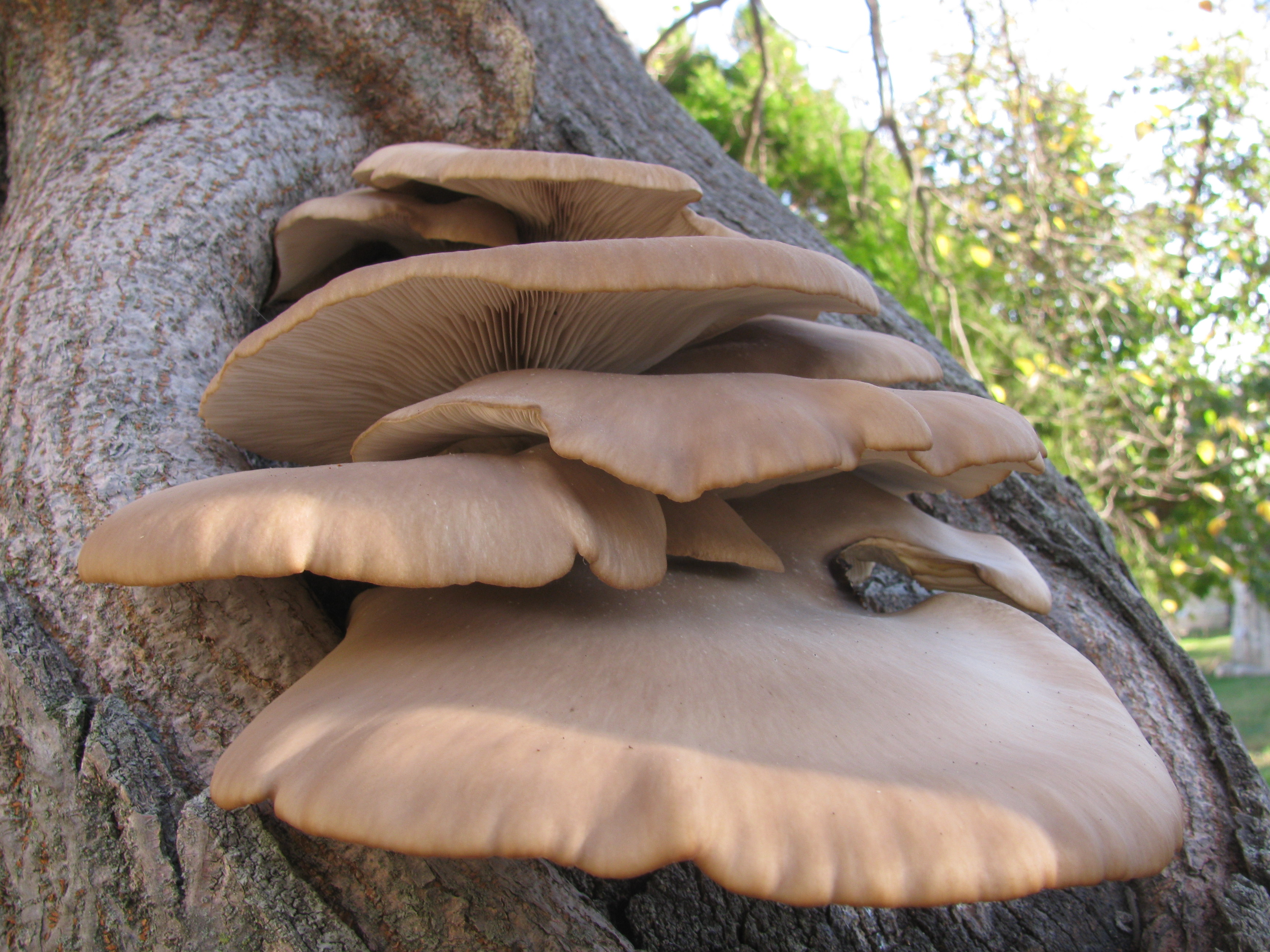
P. ostreatus
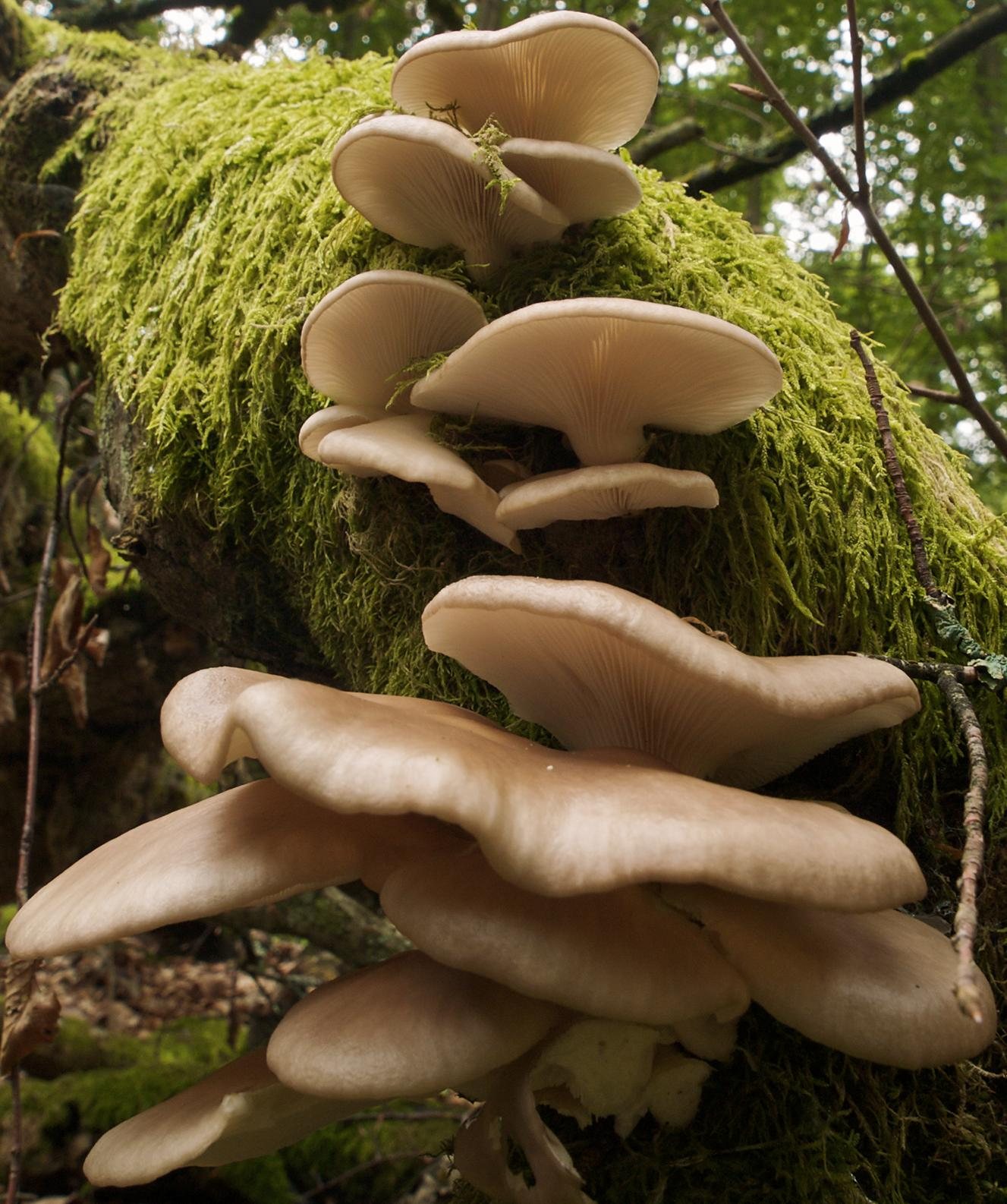
P. pulmonarius

- Listă de specii Pleurotus după Catalog of life[16]

- Câteva specii Pleurotus au fost mutate la alte genuri: 
  - Pleurotus nidiformis Berk. (1844), astăzi Omphalotus nidiformis (Berk.) O.K.Mill. (1994)[17]
  - Pleurotus porrigens (Pers., 1796) P.Kumm. (1871), astăzi Pleurocybella porrigens (Pers.) Singer (1947)
  - Pleurotus sajor-caju (Fr., 1838) Singer (1949), astăzi din nou Lentinus sajor-caju Fr., 1838[18]

## Cultivare

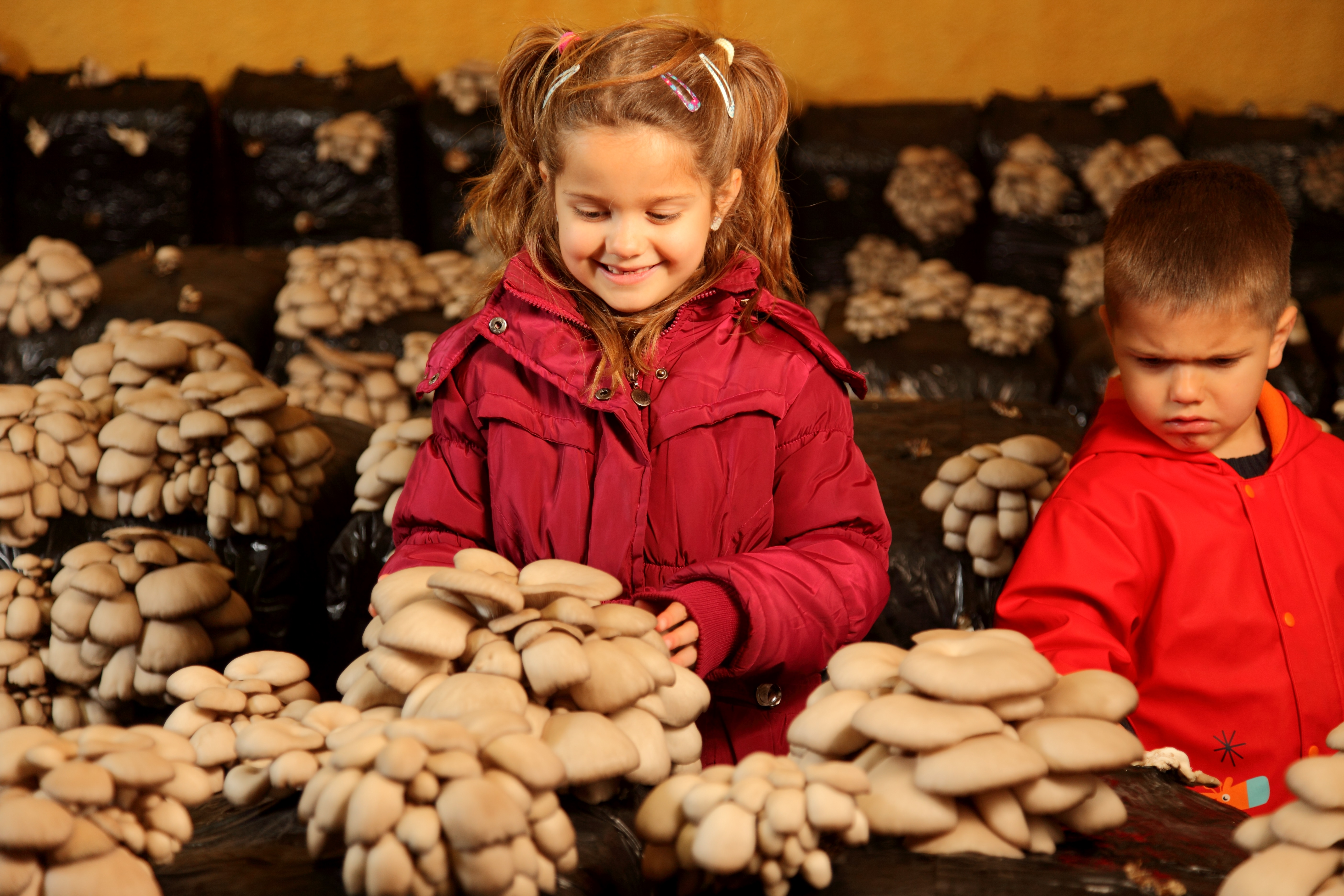
Culturi Pleurotus

Deja în anul 1910, s-au obținut în Franța primele exemplare de Pleurotus cornucopiae utilizând rondele de plop, incubate natural, îngropate și udate periodic, dar cel mai mult se creste în prezent Pleurotus ostreatus și formele lui, de exemplu Pleurotus florida precum Pleurotus eryngii tot cu variații.
Pleurotus este un gen de ciuperci ce se poate cultiva mult mai ușor, de exemplu față de speciile Agaricus , fiind puțin pretențios la condițiile de microclimat, cu puține boli și dăunători. Pentru cultivarea buretelui există două posibilități – ori cultivat pe substraturi în saci de polietilenă ori pe butuci de lemn. Pentru creșterea lui se pot utiliza diferite tipuri de substraturi, inclusiv lemn, paie, rumeguș și celuloză (ziare și cartoane uzate sau hârtie igienică) în saci de polietilenă. Cel mai simplu mod este de a-l crește într-un sul de hârtie igienica sterilizat și umezit.

## Bibiliografie
- (Marcel) Bon: “Pareys Buch der Pilze”, Editura Kosmos, Halberstadt 2012, ISBN 978-3-440-13447-4
- Bruno Cetto, vol. 1-5, 7 (vezi sus)
- H. Clémençon: „Pilze im Wandel der Jahreszeiten”, vol. 1 și 2, Editura Éditions Piantanida, Lausanne 1981
- Rose Marie și Sabine Maria Dähncke: „700 Pilze in Farbfotos”, Editura AT Verlag, Aarau - Stuttgart 1979 și 1980, ISBN 3-85502-0450
- Rose Marie și Sabine Maria Dähncke: „Pilze”, Editura Silva, Zürich 1986
- Jean-Louis Lamaison & Jean-Marie Polese: „Der große Pilzatlas“, Editura Tandem Verlag GmbH, Potsdam 2012, ISBN 978-3-8427-0483-1
- Hans E. Laux: „Der große Pilzführer, Editura Kosmos, Halberstadt 2001, p. 180-181, ISBN 978-3-440-14530-2
- Till E. Lohmeyer & Ute Künkele: „Pilze – bestimmen und sammeln”, Editura Parragon Books Ltd., Bath 2014, ISBN 978-1-4454-8404-4
- Meinhard Michael Moser: „Röhrlinge und Blätterpilze - Kleine Kryptogamenflora Mitteleuropas”, ediția a 5-ea, vol. 2, Editura Gustav Fischer, Stuttgart 1983
- Andreas Neuner: „BLV Naturführer – Pilze”, Editura BLV Verlagsgesellschaft, München-Bern-Viena 1976, ISBN 3-405-11345-8

## Legături externe
- Materiale media legate de Pleurotus la Wikimedia Commons
- Pleurotus pe butuci, film
- Rețetă cu păstrăvi de fag